# Subterranean Jungle
Subterranean Jungle (englisch für „Unterirdischer Dschungel“) ist das 1983 erstmals erschienene siebte Studioalbum der US-amerikanischen Punkband Ramones.

## Entstehungsgeschichte
Als Subterranean Jungle entstand und erschien, befand sich die Band in einer kreativen und persönlichen Krise, die sich in Suchtproblemen sowie in Konflikten zwischen den Bandmitgliedern und mit dem Produzenten Ritchie Cordell äußerte. Der Höhepunkt der Krise bestand im Hinauswurf des Schlagzeugers Marky Ramone während der Aufnahmearbeiten im Studio. Zitat des Sängers Joey Ramone:
„After End of the Century we couldn’t stand
the sight of each other anymore.“
(deutsch: „Nach [dem Album] End of the Century konnten
wir den Anblick der [jeweils] anderen nicht mehr ertragen.“)
Die Studioaufnahmen zu Subterranean Jungle begannen im Oktober 1982. Das Tonstudio war nicht das für die Band gewohnte Media-Sound-Studio in Manhattan, sondern das außerhalb in Syosset, Long Island gelegene Studio Kingdom Sound. Da die Ramones mit den Produzenten ihrer beiden vorherigen Alben – Phil Spector beziehungsweise Graham Gouldman – schlechte Erfahrungen gemacht hatten und mit deren Arbeit unzufrieden waren, war der Beginn der Studioarbeit vom Misstrauen der Band gegenüber dem neuen Produzenten gekennzeichnet.
Zur Zeit der Entstehung von Subterranean Jungle hatten sowohl Sänger Joey Ramone als auch Schlagzeuger Marky Ramone Alkoholprobleme, Bassist Dee Dee Ramone konsumierte Kokain und Marihuana und war in psychotherapeutischer Behandlung. Als der Schlagzeuger sich der Studioarbeit nicht mehr gewachsen zeigte und darüber hinaus mit dem Produzenten nicht zurechtkam, musste Session-Schlagzeuger Billy Rogers beim Stück Time has come Today als Aushilfe beteiligt werden. Nach dem Hinauswurf von Marky Ramone wurde er durch das neue Band-Mitglied Richie Ramone ersetzt, der auch bei zwei Promotions-Videos für das Album mitwirkte. Aus einem Interview mit Marky Ramone:
„I hated the production, I hated the producer. […] I didn’t care at that point
because I was drinking. After that I got a call. ‘We don’t want you in the band anymore’.“
(deutsch: „Ich hasste die Produktion, ich hasste den Produzenten. […] An dem Punkt war mir das
egal, denn ich trank. Schließlich bekam ich einen Anruf. ‘Wir wollen dich nicht mehr in der Band haben’.“)
Durch die Suchtprobleme der anderen drei Bandmitglieder gewann Gitarrist Johnny Ramone an künstlerischem Einfluss. Seine Absicht war, die Musik der Ramones von Pop-Einflüssen wegzuführen und die Orientierung an Hardcore Punk zu stärken – eine Entwicklung, die sich bei den folgenden Studioalben der Ramones fortsetzen sollte. Beispiele dafür sind die Stücke Time Bomb (das erste vollständig und allein von Dee Dee Ramone gesungene Lied der Gruppe) und Psycho Therapy. Zitat des Gitarristen:
„I wanted to do a hardcore song to show the hardcore people that we
can play as fast or faster than they can. […] Nobody plays faster than us.“
(deutsch: „Ich wollte ein Hardcore-Stück machen, um den Hardcore-Leuten zu zeigen, dass wir
genauso schnell wie sie oder schneller spielen können. […] Niemand spielt schneller als wir.“)
Ungewöhnlich für ein Ramones-Album ist, dass die beiden ersten Stücke kein eigenes Material, sondern Coverversionen sind. Insgesamt enthält Subterranean Jungle drei Coverversionen – mehr als auf jedem ihrer zuvor erschienenen Studioalben. Anders als bei früheren Werken steuerte Sänger Joey Ramone lediglich drei eigene Kompositionen bei, die Hälfte der Stücke des Albums wurde von Dee Dee Ramone geschrieben.

## Rezeption, Kritik
In seiner Ramones-Biographie Hey Ho, Let’s Go – The Story of the Ramones nennt Autor Everett True Subterranean Jungle ein „frustrierendes Album“. Er bezeichnet es als „überproduziert“ und kritisiert mangelnde Leidenschaft des musikalischen Einsatzes der Band ebenso wie den Umstand, dass das Album mit zwei Coverversionen beginnt. Das US-Musikmagazin Rolling Stone kam zu einem positiveren Urteil und befand, das Album sei „ein erneuter meisterhafter Ausbruch von der Sorte, die den Ramones eines Tages einen besonderen Platz im Rock-Pantheon bescheren wird.“ Auch die Kritikerin Cynthia Rose beurteilte Subterranean Jungle positiv: „[…] dies ist triumphierende Musik. Warum ist das möglich? Hauptsächlich darum, weil die Ramones bescheiden geblieben sind und immer noch einfach das lieben was sie tun.“
Subterranean Jungle erreichte im Februar 1983 Platz 83 der Billboard Charts.

## Titelliste

### Erstauflage 1983
1. Little bit o’ Soul (Kenneth Hawker/John Shakespeare)
2. I Need Your Love (Bobby Dee Waxman)
3. Outsider (Dee Dee Ramone)
4. What’d ya Do? (Joey Ramone)
5. Highest Trails Above (Dee Dee Ramone)
6. Somebody Like Me (Dee Dee Ramone)
7. Psycho Therapy (Dee Dee Ramone/Johnny Ramone)
8. Time has come Today (Joseph Chambers/Willie Chambers)
9. My-My Kind of Girl (Joey Ramone)
10. In the Park (Dee Dee Ramone)
11. Time Bomb (Dee Dee Ramone)
12. Everytime I eat Vegetables it Makes Me Think of You (Joey Ramone)

### Zusätzliche, zuvor unveröffentlichte Titel in der erweiterten Neuauflage 2002
1. Indian Giver (Original Mix) (Bobby Bloom/Ritchie Cordell/Bo Gentry)1)
2. New Girl in Town (Ramones)1)
3. No one to Blame (Demo) (Ramones)2)
4. Roots of Hatred (Demo) (Ramones)2)
5. Bumming Along (Demo) (Ramones)2)
6. Unhappy Girl (Demo) (Ramones)2)
7. My-My Kind of Girl (Acoustic Demo) (Joey Ramone)2)

1) Produziert von Ritchie Cordell und Glen Kolotkin,

2) Demos produziert von Ed Stasium, aufgenommen im Daily Planet Studio, New York.

## Single-Auskopplungen
- Time has come Today/Psycho Therapy